# Sint-Martinuskapel (Houthem)

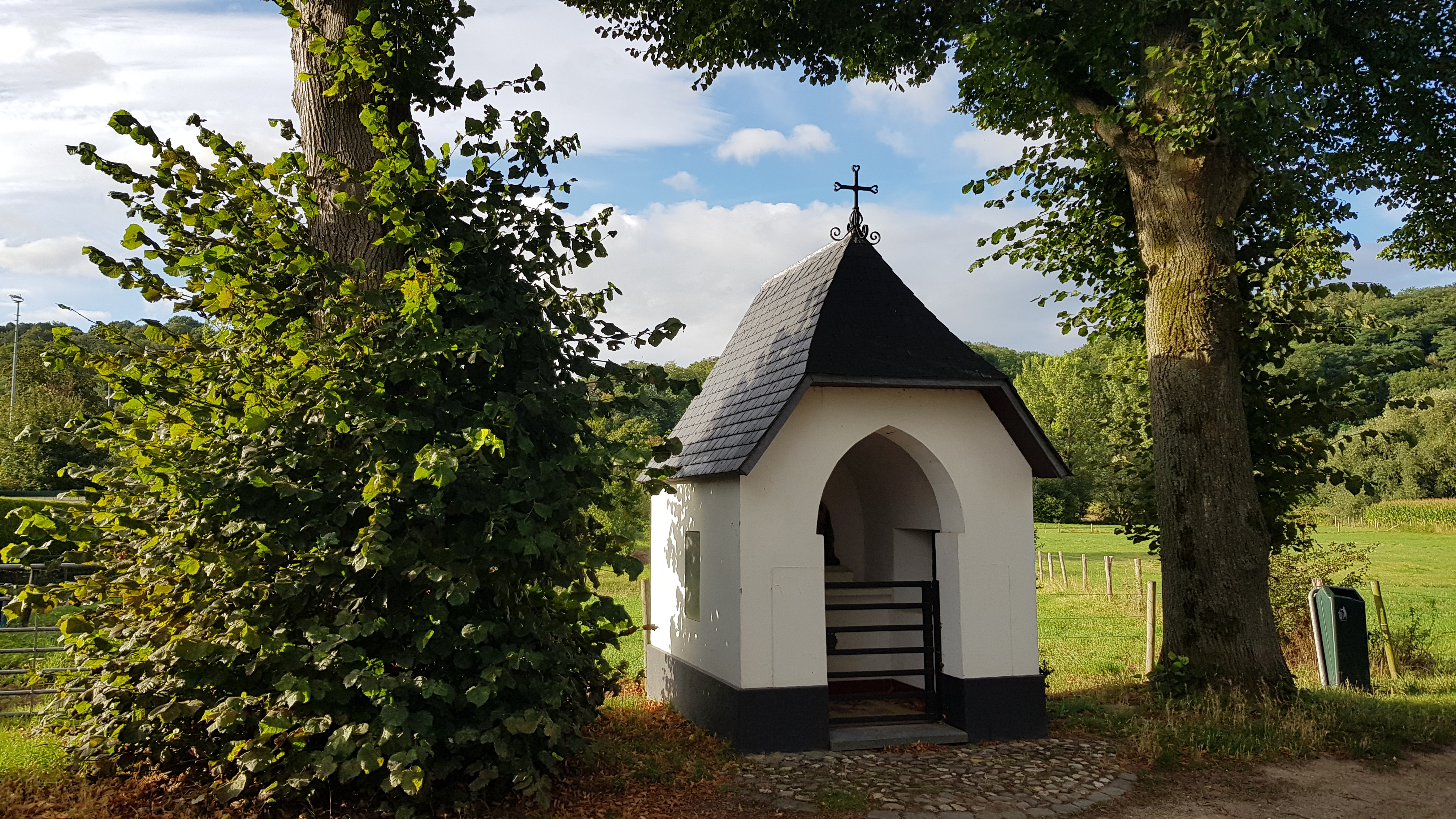
Sint-Martinuskapel

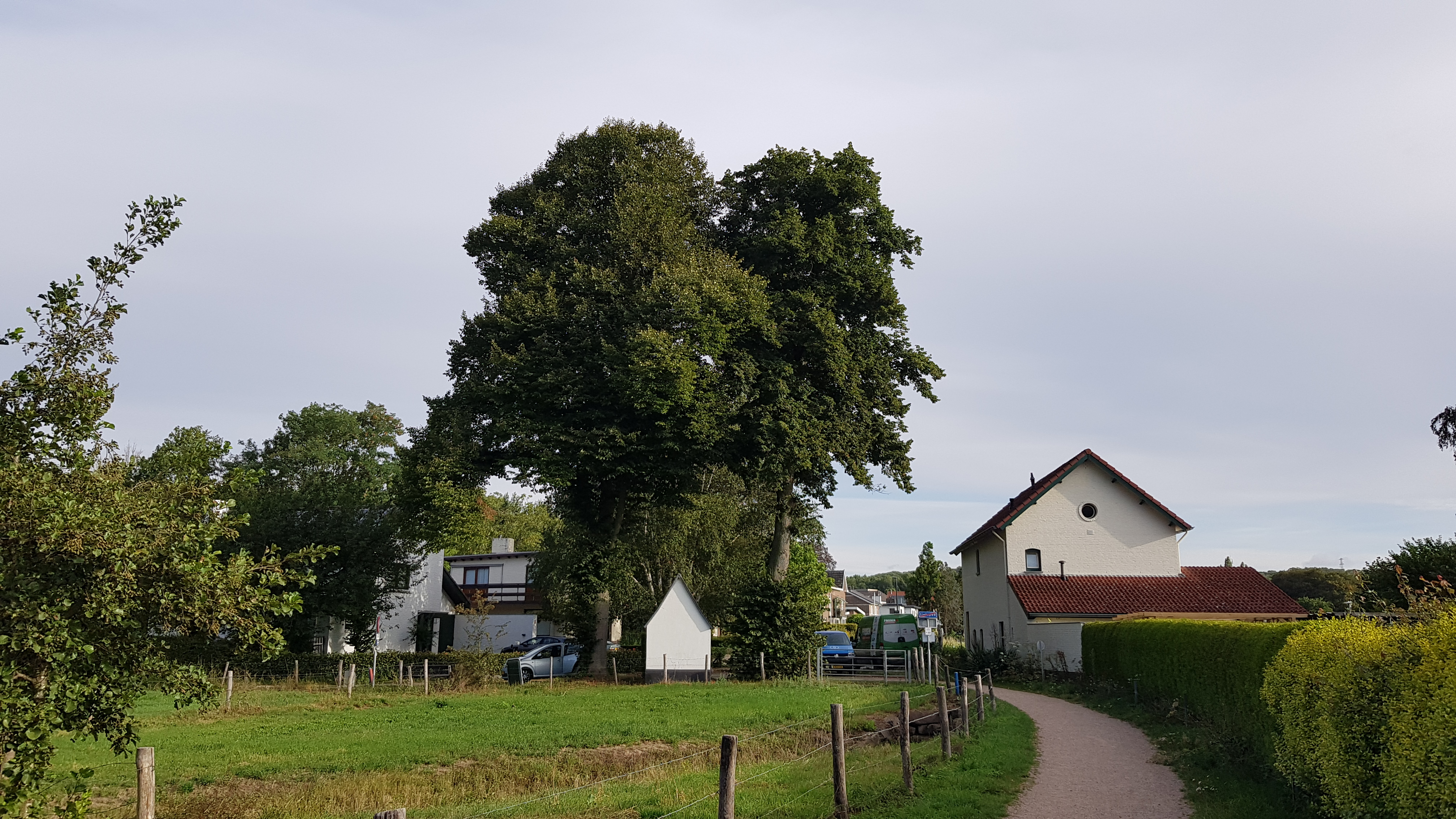
De kapel tussen de bomen

De Sint-Martinuskapel is een kapel in Vroenhof in de Nederlands Zuid-Limburgse gemeente Valkenburg aan de Geul. De kapel staat aan de zuidzijde van de plaats tussen de bomen aan de Putweg.
De kapel is gewijd aan Martinus van Tours. Eens in de drie jaar doet de sacramentsprocessie de kapel aan als rustaltaar.

## Geschiedenis
In 1932 werd de kapel gebouwd en gewijd aan de oude patroonheilige van de parochiekerk.
In 1999 werd de kapel gerestaureerd.

## Bouwwerk
De kapel ligt aan de rand van Vroenhof geflankeerd door twee grote bomen en voor de kapel een halfronde bodem van Maaskeien. De open kapel is gebouwd op een vierkante plattegrond en wordt gedekt door een wolfsdak van natuurstenen leien met op de top een smeedijzeren kruis. De wanden zijn wit gepleisterd met een zwart basement. In de zijwanden is elk een rechthoekig venster aangebracht dat voorzien is van glas-in-loodramen van de hand van Henri Jonas. Het linkerraam beeldt de heilige Gerlachus van Houthem af en het rechterraam de heilige Servaas van Maastricht. De frontgevel bevat de spitsboogvormige toegang die vanaf de aanzetstenen verbreed is en wordt afgesloten met een halfhoog metalen hek.
Van binnen is de kapel eveneens wit gepleisterd. Tegen de achterwand is het altaar geplaatst waarop een keramisch beeld geplaatst is van de hand van Charles Vos. Het beeld toont de heilige Martinus van Tours die zijn mantel met een vermagerde bedelaar deelt.